# LOVE LIFE RECORDS
LOVE LIFE RECORDS（ラブライフ レコード）は、かつて存在したエイベックス・エンタテインメントのレコードレーベル。2005年に、hitomiが自身のデビュー10周年を機に立ち上げたhitomiのプライベートレーベルであった。2011年に消滅。

## 所属アーティスト
- hitomi（専属）